# 胡智锋
胡智锋，北京电影学院教授，主要从事电视艺术理论、影视文化、电视传播艺术等方面的研究工作。担任中国高等院校影视学会会长，入选中华人民共和国教育部2007年度"长江学者"特聘教授。